# Charlie Ashcroft
Charles Thomas „Charlie“ Ashcroft (* 3. Juli 1926 in Chorley; † 13. März 2010 in Preston) war ein englischer Fußballtorhüter.

## Karriere
Ashcroft kam im Dezember 1943 von den Eccleston Juniors zum FC Liverpool und absolvierte in der Nachkriegssaison 1945/46, als der Spielbetrieb in der Football League noch nicht wieder aufgenommen wurde, seine ersten fünf Einsätze für die 1. Mannschaft. Sein Ligadebüt in der First Division gab Ashcroft am 7. September 1946 bei einem 7:4-Heimerfolg gegen den FC Chelsea. Sein zweiter Einsatz vier Tage später, eine 0:5-Niederlage bei Manchester United, blieb bis Oktober 1950 sein letzter Pflichtspieleinsatz für das Liverpooler Profiteam. Mit Cyril Sidlow als Stammtorhüter gewann Liverpool schließlich die erste Nachkriegsmeisterschaft, Ashcroft zählt dabei üblicherweise nicht zum Meisterteam, da er nicht die erforderlichen zehn Einsätze für den Erhalt einer Meisterschaftsmedaille erreichte. Bis zu Beginn der Saison 1950/51 war Sidlow Stammkeeper der Reds, bevor dieser zunächst von Russell Crossley abgelöst wurde. Ashcroft kam an den letzten Spieltagen der Saison 1950/51 zum Einsatz und bestritt die folgende Saison 1951/52 überwiegend als Stammtorhüter. In diese Zeit fiel auch sein einziger Einsatz in der englischen B-Nationalmannschaft, für die er bei einem 1:0-Erfolg über das niederländische B-Team vor 60.000 Zuschauern im Amsterdamer Olympiastadion zum Einsatz kam.
Anfang 1953 verlor er seinen Platz im Tor wieder an Crossley und kam in den folgenden Spielzeiten nur noch sporadisch für den FC Liverpool zum Einsatz. In der Sommerpause 1955 wechselte er zum Erstligakonkurrenten Ipswich Town, war dort aber hinter Roy Bailey nur Ersatzkeeper und kam in zwei Spielzeiten zu sieben Einsätzen. Seine letzte Saison im Profibereich verbrachte er 1957/58 beim Drittligisten Coventry City. Als Nachfolger von Reg Matthews startete er als Stammtorhüter in die Saison, verlor diesen Platz aber, nachdem er in einer Partie gegen Newport County in der fälschlichen Annahme einen Freistoß zugesprochen bekommen zu haben den Ball vor die Füße eines gegnerischen Stürmers warf, der prompt ein Tor erzielte. In den folgenden Monaten war der 17-jährige Graham Spratt erste Wahl, erst im Februar kehrte er in die Mannschaft zurück;  die Saison endete für den Klub mit dem Abstieg in die Fourth Division. Nach seiner Profikarriere arbeitete Ashcroft in einer Staatlichen Munitionsfabrik in Euxton und ließ seine Fußballerlaufbahn im Amateurbereich in seiner Heimatstadt beim FC Chorley in der Lancashire Combination ausklingen.